# 祖山ダム
祖山ダム（そやまダム）は、富山県南砺市の一級河川庄川上流部に建設された関西電力の発電用ダムである。
建設場所の立地の関係で、主堰堤と副堰堤（城堰堤）に分かれている珍しい構造のダムで、戦前は日本で5番目に高かった。

## ダム構造・水利主要事項
出典は右記のものを使用する。
主堰堤
- ダム形式 - 重力式可動ぜき型コンクリート造ダム
- 堤高 - 73.20m
- 堤頂長 - 132m
- 堤敷幅 - 8.25m
- 堤体積 - 145,620m3
- 総貯水容量 - 33,850,000m3
- 有効貯水容量 - 9,000m3
- 流域面積 - 929.4m2
- 湛水面積 - 1.42m2
- 湛水区域亘長（平水時） - 10.2km
- 貯水池水面積整整水深 - 6.45m
- 有効落差 - 67.2m
- 最大使用水量 - 毎秒93.70m3

副堰堤（城堰堤）
- 堤高 - 27m
- 堤敷幅 - 20m
- 堤頂長 - 195m

## 発電

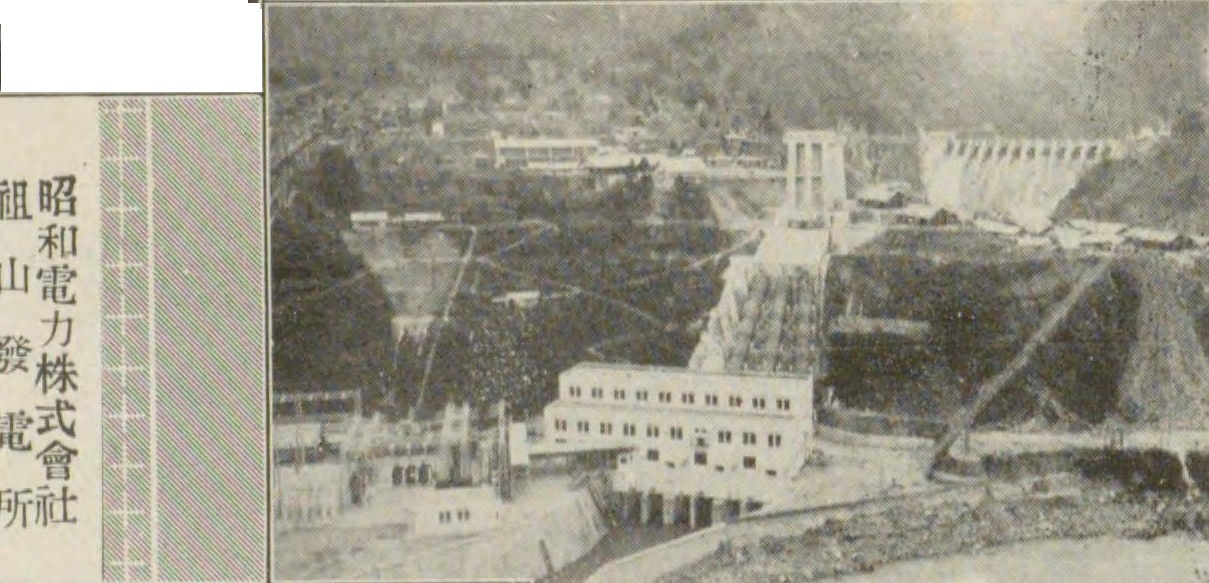
完成当時の祖山発電所

当ダムに湛水された水は、以下の発電所での水力発電に利用される。
- 祖山発電所（54,000kW、1930年12月10日に発電開始[3]、計画時は45,000kwであった[4]）。
- 新祖山発電所（68,000kw、上流に完成した御母衣ダムに対応するため1964年（昭和39年）11月1日着工[5]、1967年（昭和42年）2月25日に運転を開始し[6]、同年4月12日に完成[7]）

## 建設の過程
1919年（大正8年）に大同電力が発電用水利使用を出願し、1925年（大正14年）1月に下梨と祖山の発電工事の認可を得て、昭和電力に引き継がれて1927年（昭和2年）2月に祖山にて工事が着工した。工事の際、ダム工事用の資材の輸送は城端町から渡原まで山越えの索道を1925年（大正14年）9月20日に架設して行われた（その後祖山まで延長、さらに渡原から分岐して下梨 - 小原 - 成出まで延長）。1930年（昭和5年）10月4日にダム本体完成した。
この間に飛州木材などの流木業者をはじめとした反対運動があり、小牧ダムの建設と共に『庄川問題』として知られる。ダムの湛水による水没地域は城、大前島、下梨、大島で35戸と道場（寺院）1、神社2であった。
かつては祖山ダムから上流の大渡橋まで、関西電力の祖山船舶の定期便が通っていたが、1974年（昭和49年）3月9日より運休し、1978年（昭和53年）9月12日に廃止された。